# Luc Wilmes
Luc Wilmes (Luxemburg, 21 september 1968) is een voetbalscheidsrechter uit Luxemburg, die internationaal actief was van 2002 tot 2011. Hij was geruime tijd vierde official in het voetspoor van zijn landgenoot Alain Hamer. Zelf leidde hij vijf internationale A-interlands gedurende zijn carrière.

## Interlands
| Datum      | Wedstrijd               | Uitslag | Competitie        | Kreeg geel | Kreeg voor de tweede keer geel en dus rood | Weggestuurd |
| ---------- | ----------------------- | ------- | ----------------- | ---------- | ------------------------------------------ | ----------- |
| 05.06.2004 | Portugal – Litouwen     | 4 – 1   | Vriendschappelijk | 0          | 0                                          | 0           |
| 14.11.2006 | Wales – Liechtenstein   | 4 – 0   | Vriendschappelijk | 0          | 0                                          | 0           |
| 13.10.2007 | Slowakije – San Marino  | 7 – 0   | EK-kwalificatie   | 3          | 0                                          | 0           |
| 26.03.2008 | Noord-Ierland – Georgië | 4 – 1   | Vriendschappelijk | 0          | 0                                          | 0           |
| 28.03.2009 | Armenië – Estland       | 2 – 2   | WK-kwalificatie   | 0          | 0                                          | 0           |